# Maron (Meurthe-et-Moselle)
Maron is een gemeente in het Franse departement Meurthe-et-Moselle in de regio Grand Est en telt 828 inwoners (1999). De oppervlakte bedraagt 19,1 km², de bevolkingsdichtheid is 43 inwoners per km².
Maron ligt tussen de autosnelweg A31 in het noorden en de Moezel in het zuiden, ten westen van Nancy. In de gemeente ligt het bosgebied Forêt de Haye, dat meer dan 10.000 ha beslaat over verschillende gemeenten.

## Demografie
Onderstaande figuur toont het verloop van het inwonertal (bron: INSEE-tellingen).

Bainville-sur-Madon · Chaligny · Chavigny · Flavigny-sur-Moselle · Frolois · Maizières · Maron · Méréville · Messein · Neuves-Maisons · Pont-Saint-Vincent · Pulligny · Richardménil · Sexey-aux-Forges